# Њу Хоум (Тексас)
Њу Хоум (енгл. New Home) град је у америчкој савезној држави Тексас. По попису становништва из 2010. у њему је живело 334 становника.

## Демографија
Према попису становништва из 2010. у граду је живело 334 становника, што је 14 (4,4%) становника више него 2000. године.
| Група             | 2000.       | 2010.       |
| Белци             | 151 (47,2%) | 157 (47,0%) |
| Афроамериканци    | 1 (0,3%)    | 1 (0,3%)    |
| Азијати           | 0 (0,0%)    | 0 (0,0%)    |
| Хиспаноамериканци | 169 (52,8%) | 176 (52,7%) |
| Укупно            | 320         | 334         |